# İbrahim Ferdi Coşkun
İbrahim Ferdi Coşkun (sinh ngày 20 tháng 4 năm 1987) là một cầu thủ bóng đá Thổ Nhĩ Kỳ thi đấu ở vị trí tiền vệ cánh trái cho Altay.

## Sự nghiệp
Coşkun bắt đầu sự nghiệp ở câu lạc bộ địa phương Gaziantepspor. Anh được cho mượn đến Gaskispor trong hai mùa giải từ 2006 đến 2008. Vào tháng 7 năm 2011, anh chuyển đến Mersin İdman Yurdu sau khi ít được ra sân với tư cách là cầu thủ Gaziantepspor.